# Eduardo Mangada
Eduardo Mangada Samain (Anna, Valencia, 4 de marzo de 1932) es un arquitecto y político español del Partido Socialista Obrero Español.

## Biografía
Cursó estudios de Arquitectura en la Escuela Técnica Superior de Arquitectura de Madrid, en la que seguidamente ejerció como catedrático.
Activo en política desde la década de 1970, militó en el Partido Comunista Español entre 1973 y su expulsión en 1982, como consecuencia de su apoyo a la fusión de la formación con Euskadiko Ezkerra.
Fue Primer Teniente de Alcalde y concejal de Urbanismo del Ayuntamiento de Madrid, junto a Enrique Tierno Galván entre 1979 y 1982. En 1983, Joaquín Leguina lo reclamó para formar parte del Primer Gobierno de la Comunidad de Madrid atribuyéndole la titularidad de la Consejería de Ordenación del Territorio, Medio Ambiente y Vivienda, competencias a las que en 1987 sumó las de Obras Públicas y Transportes.
Elegido diputado de la II Legislatura de la Asamblea de Madrid, causó baja durante la legislatura, siendo sustituido por José Antonio Sáinz García.
Retirado de la vida política en 1991, desde entonces se ha dedicado a la Arquitectura y el Urbanismo.
En octubre de 2014 se dio de baja en el  Partido Socialista Obrero Español. En 2015 se hace inscrito de Podemos y concurre en las listas de este partido al Senado.